# Grotte de Ban Fa Suai
La grotte de Ban Fa Suai est un site du Pléistocène supérieur découvert en 2000 en Thaïlande. C'est un exemple de site pléistocène du nord de la Thaïlande.
La grotte se situe dans la montagne du Doi Chiang Dao, à 4 km de Pha Daeng et à 80 km au nord-ouest de Chiang Mai, dans le changwat de Chiang Mai, au nord de la Thaïlande. La caverne de Ban Fa Suai (ou Tham Ban Fa Suai), également dénommée grotte du Moine, donne sur un petit ruisseau appartenant au réseau fluvial du Huai Mae Pla Lao. 

## Localisation
La caverne de Ban Fa Suaï se trouve dans une zone pré-montagneuse proche de la Birmanie. Localisée dans la petite bourgade thaïlandaise éponyme, la grotte de Ban Fa Suaï se situe à environ 80 km au nord / nord-ouest de la ville de Chiang Mai, dans le Changwat nord-thaïlandais de Chiang Mai,,. Elle est incluse dans l'aire protégée du parc national du Chiang Dao,.
La grotte est creusée dans une paroi rocheuse taillée par un ruisseau affluent de la rivière Huai Mae Pla Lao, laquelle se jette dans le fleuve Chao Phraya,.

## Contexte géologique
La région montagneuse du Doi Chiang Dao est une région karstique et on trouve souvent des grottes ou abris sous roche dans les nombreux massifs calcaires.

## Faune
En plus de quelques restes récents sub-actuels de faune trouvés à proximité de l'entrée de la grotte et dans la portion nord (primates, suidés, cervidés et porcs-épics), on a aussi trouvé en grand nombre des restes du Pléistocène (âge suggéré par la présence de stegodon et de panda)  (plus de 2000 éléments par mètre cube) : les fouilles ont permis de trouver des restes dentaires et osseux d'ursidés, de suidés et de rhinocérotidés, de proboscidiens, de bovidés et de cervidés ainsi que de primates d'âge ancien.

## Découverte
Dans une galerie secondaire du réseau intermédiaire, qui mesure plus d'un kilomètre, la Mission Paléolithique Française en Thaïlande a découvert des silex et divers outils lithiques (racloir massif en calcaire, bloc outil sur galet avec confection d'un trachant, pièces unifaciales ou bifaciales) dans deux zones d'occupation (deux aires témoins) de période différentes : ceci montre une occupation de la grotte par Homo sapiens durant le Pléistocène supérieur.